# Peretz Sandler
Peretz Sandler (in ebraico: פרץ סנדלר; Lunna, 1903 – Haifa, 1985) è stato un educatore e biblista israeliano di origine ebraico-bielorusse che dopo alcuni anni di insegnamento in diverse città polacche si trasferì nel 1931 in Palestina.

## Biografia
Dopo aver compiuto gli studi religiosi a Vilnius e aver insegnato per alcuni anni in diverse città polacche, Sandler si trasferì nel 1931 in Palestina, stabilendosi a Gerusalemme, dove frequentò l'Università ebraica fondata da pochi anni. Qui entrò in contatto con lo storico e critico letterario Joseph Klausner, nonno del noto scrittore israeliano Amos Oz, il quale fornisce una serie di informazioni sulla vita e l'attività di Sandler nella sua introduzione all'edizione del Pentateuco di Moses Mendelssohn curata da Sandler. Anche nello Yishuv palestinese Sandler proseguì la sua attività di insegnante prima a Gerusalemme e poi ad Haifa, dove si trasferì con la famiglia all'inizio degli anni Cinquanta.

## Produzione letteraria
Sandler si interessò alla figura di Moses Mendelssohn, padre della Haskalah berlinese e pubblicò nel 1940 un lavoro pionieristico sulla nota traduzione in tedesco di Mendelssohn della Bibbia ebraica. Allo studioso si deve anche il ritrovamento del romanzo utopico di Edmund Eisler, Ein Zukunftsbild [Un'immagine futura], pubblicato anonimamente a Vienna nel 1885. A seguito di questa scoperta Sandler tradusse il romanzo di Eisler dal tedesco all'ebraico e lo pubblicò all'interno di una prima raccolta antologica di utopie sioniste, Ḥezyone medinah [Immagini di uno stato] uscita a Tel Aviv nel 1954 e curata assieme a Getzel Kressel.